# Bohemon II d'Antioquia
Bohemon II (1108–1130) fou príncep de Tàrent i príncep d'Antioquia del 1111 i fins al 1130. Fou el fill del fundador del principat, Bohemon I, i de Constança, filla de Felip I de França. Va perdre Tàrent el 1128 a mans de Roger II de Sicília.

## Minoria d'edat
Quan el seu pare Bohemon va morir el 1111 a la Pulla, Bohemon II era encara un nen. L'emperador romà d'Orient Aleix I Comnè aprofità per reclamar el govern d'Antioquia, ja que el difunt Bohemon s'havia sotmès a vassallatge el 1108 amb el Tractat de Devol, però no l'acceptaren. El seu cosí Tancred fou nomenat regent d'Antioquia fins que va morir el 1112; llavors la regència va passar a Roger de Salern, germanastre seu, amb el benentès que deixaria el govern a Bohemon quan aquest arribés a l'edat. Roger, però, va morir en la batalla d'Ager Sanguinis el 1119, i els nobles d'Antioquia van convidar al rei Balduí II de Jerusalem a governar el principat. Alguns proposaven que Bohemon es casés amb la filla del rei Balduí, Alícia, per donar-li més drets de regència. Balduí fou capturat pels musulmans el 1123, i els nobles enviaren una ambaixada a Bohemon, que estava amb la seva mare a Tàrent, demanant-li que s'afanyés a assumir el govern.

## Príncep d'Antioquia
El 1124, a l'edat de setze anys, va assolir la seva majoria. Va gastar els següents dos anys atenent a afers d'estat al Mezzogiorno. Finalment, l'octubre del 1126, després del seu divuitè aniversari, va deixar la Pulla per anar a Antioquia. Segons Guillem de Tir, va assolir un acord per endavant amb el seu cosí Guillem II, duc de la Pulla, el qual estipulava que el primer dels dos que morís sense descendència deixaria les seves terres d'Itàlia a l'altre. Això és rotundament contradit per Alexandre de Telese, que declara que Bohemon va deixar les seves terres sota el govern del papa, i per Romuald de Salern, que diu que la regència de Tàrent va anar a un parent de Bohemon, Alexandre, comte de Conversano. Fos com fos el Principat de Tàrent va quedar deixat o promès, com a part del seu acord per anar a Antioquia. Bohemon salpà des d'Òtranto amb una flota de vint-i-quatre vaixells el setembre del 1126. Com li havien proposat, Bohemon es va casar amb la filla de Balduí II de Jerusalem, Alícia. Segons Mateu d'Edessa Balduí presumptament també li havia promès la corona de Jerusalem, però Mateu podria haver confós Alícia amb la seva germana gran Melisenda de Jerusalem, que també es va casar amb un occidental, Folc V d'Anjou, més o menys al mateix temps.

Principat d'Antioquia, 1135.

## Batalles
El 1127, Bohemon va assetjar i reconquerir Kafartab, matant tots els habitants. També va atacar Xaizar, i Ussama ibn Múnqidh presumptivament es va trobar amb el príncep en la batalla (i el príncep es va espantar, si creiem a Usamah). Els anys següents de govern van estar marcats per conflictes amb Joscelí I d'Edessa i enfrontaments en la frontera del nord. Tots dos, Bohemon i Joscelí, van atacar Alep individualment, però rebutjaren cooperar en un setge més gran contra la ciutat. Roger de Salern havia cedit territoris a Joscelí, però Bohemon no va considerar aquestes donacions legítimes, ja que havien estat fetes sense la seva autoritat, tot i que encara era un menor en el moment en què les va fer. La disputa va portar a un conflicte obert entre Antioquia i Edessa, amb Joscelí aliat amb els musulmans contra Bohemon. El patriarca llatí d'Antioquia va col·locar un interdicte sobre el Comtat d'Edessa.
El 1128, el seu cosí Roger II de Sicília va envair i conquerir Tàrent, reclamava el territori com a hereu de Guillem II de la Pulla. Estant lluny, Bohemon no va poder fer res per impedir-ho. Aquell any, Balduí II va marxar al nord per parlar sobre la disputa amb Edessa, i finalment Joscelí va abandonar les seves reclamacions. Mentrestant, l'atabeg Zengi va consolidar el seu poder sobre Alep i Mossul i el croats ja no tindrien mai més l'oportunitat d'imposar la seva autoritat sobre Alep.
Després que la disputa va ser resolta, Bohemon es va unir a Balduí II en l'atac a Damasc. Encara que els croats foren tacticament victoriosos a la batalla de Marj al-Saffar el 1126, van fracassar en capturar Damasc a causa de la pluja intensa. Bohemon llavors es va girar al nord per recuperar Anazarbus i altres territoris perduts enfront del Regne d'Armènia Menor. Lleó I d'Armènia Menor, aliat amb l'emir danixmendita Amir Gazi Gümüshtigin en contra de Bohemon, va derrotar l'exèrcit d'aquest en una emboscada el febrer del 1130 a prop de Mamistra. Bohemon va morir en la lluita, i el seu cap de cabells rossos va ser embalsamat, col·locat en una caixa de plata, i enviat com a regal al califa.

## Matrimoni i descendència
Del seu matrimoni amb Alícia, només va sobreviure una filla, Constança d'Antioquia. La vídua, Alícia de Jerusalem, va agafar la regència en nom de Constança que només tenia dos anys, fins que Balduí va forçar a entregar-la a Joscelí I d'Edessa. Joscelí I va morir alguns mesos més tard.
Guillem de Tir el descriu com "força alt i de bona figura. Tenia els cabells rossos i bona fesomia. Tot el seu cos mostrava un príncep a qui no el conegués. La seva conversa era agradable i fàcilment es guanyava el favor dels qui l'escoltaven. Era d'una naturalesa generosa i, com el seu pare, veritablement magnífic."